# 31596 Ragavender
31596 Ragavender è un asteroide della fascia principale. Scoperto nel 1999, presenta un'orbita caratterizzata da un semiasse maggiore pari a 2,3867129 UA e da un'eccentricità di 0,1349711, inclinata di 1,81264° rispetto all'eclittica.